# Lanceur (cricket)

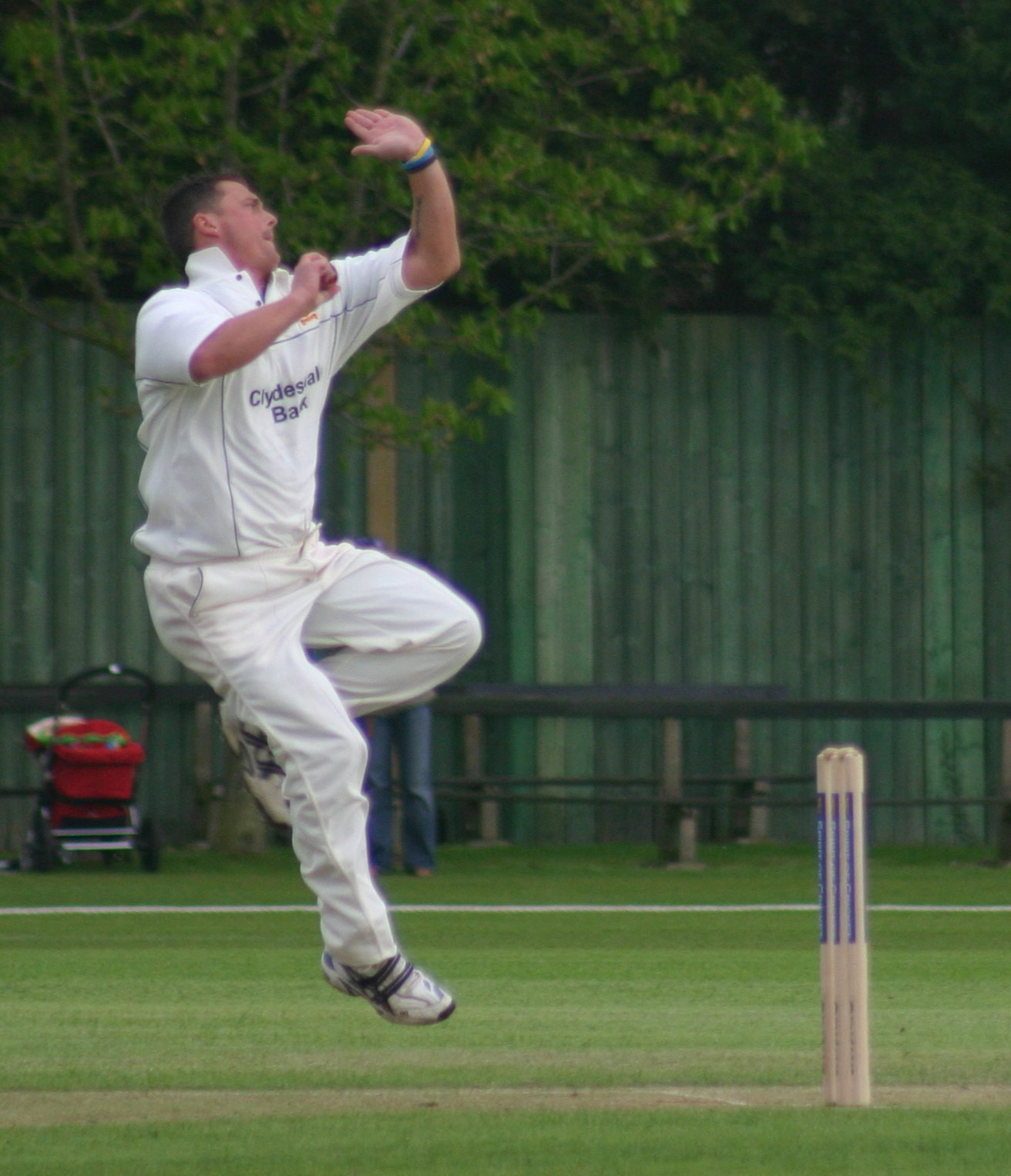
Lanceur en action.

Au cricket, le terme bowler ou lanceur désigne soit un joueur présent sur le terrain pour lancer la balle, soit un joueur spécialiste de cet exercice. Le lanceur a deux rôles : empêcher les batteurs adverses de marquer des courses et les éliminer. Le terme bowling désigne quant à lui l'acte ou la capacité à lancer correctement la balle.

## Rôle
Au cricket, chaque équipe est composée de onze joueurs. Chacun des joueurs de l'équipe est susceptible d'être lanceur au cours d'une manche où l'équipe est au lancer. Lorsqu'un joueur est désigné pour lancer la balle, il effectue une série de six lancers appelée over. Un joueur ne peut lancer deux séries consécutives. Le lancer s'effectue obligatoirement bras tendu. 
Le rôle du lanceur est double. Son premier but est d'éliminer le batteur adverse en détruisant le guichet avec la balle : on dit alors que le batteur est bowled. Son second but est d'empêcher l'équipe adverse de marquer des courses, en envoyant des balles difficiles que le batteur aura du mal à exploiter.
Une fois la balle en jeu, le lanceur peut se comporter comme tout autre joueur de champs, mais aura souvent pour rôle de tenir le guichet auprès duquel il se trouve. En effet, le but des joueurs de champs étant de ramener la balle le plus rapidement possible auprès de l'un des guichet, ils renvoient celle-ci dès qu'ils l'ont interceptée soit vers le gardien, soit vers le lanceur, qui gardent chacun un guichet sur l'une des extrémités du pitch.

## Types de lanceurs
Il y a deux grandes « familles » de lanceurs. Les fast bowlers comptent sur la grande vitesse qu'ils donnent à la balle pour tromper les batteurs adverses. Les spin bowlers, quant à eux, donnent de l'effet à la balle avec leur poignet ou leurs doigts au moment du lancer. La balle change alors de direction lorsqu'elle rebondit sur le pitch. Les fast bowlers sont utilisés généralement lorsque la balle est neuve, les spin bowlers lorsqu'elle est usée.

## Statistiques et performances
Le nombre de guichets d'un lanceur est le nombre de joueurs dont l'élimination est à mettre à son crédit. On se sert également de la moyenne au lancer (en anglais bowling average) pour mesurer les performances d'un lanceur en carrière. Plus une moyenne au lancer est faible, meilleure elle est.